# Resident Evil Village
A Resident Evil Village (Japánban Biohazard Village) a Capcom videójátékgyártó cég Resident Evil című túlélőhorror-sorozatának 8. része.

## Történet
3 évvel az Eveline-nel és a Baker családdal történtek után Ethan és felesége, Mia Európába költöztek új életet élni újszülött lányukkal, Rosemary-vel. Ám minden megváltozott, amikor hirtelen felbukkant Chris Redfield, aki lelőtte Miát, és az embereivel Rose-t és Ethan-t el akarták vinni valahova. Később, mikor Ethan magához tért, Erdélyben találta magát egy kihalt faluban, ahol hemzsegtek a vérfarkasok. Később megismerkedett a falu papnőjével, Miranda anyával, és a négy házak tagjaival: Alcina Dimitrescu-kel (pontos kiejtése: Dimitreesk), aki egy 2,9 méter magas vámpír hölgy, Donna Benevientoval, aki a bábok készítője és irányítója, Salvatore Moreau-val, aki egy szörnyszülött halember és Karl Heisenberggel, aki egy mágneses erővel rendelkező gépészmérnök. Ethan meg akarja menteni a lányát, és ehhez szembe kell szállnia Mirandával és a négy házak tagjaival; valamint megbosszulni Chris tettét.

## Szereplők
- Ethan Winters – a játék főszereplője
- Mia Winters – Ethan felesége
- Rosemary "Rose" Winters – Ethan és Mia lánya
- Chris Redfield – A Resident Evil széria jól ismert szereplője, ő lőtte le Miát
- A herceg – kereskedő
- Miranda anya – A játék főgonosza. Egy tudós volt, aki a 19. században elvesztette a lányát, Evát a spanyolnátha miatt. Vissza akarta őt hozni az élők sorába, és ezért rabolta el Rose-t. Ő volt az 5. részből ismert néhai Umbrella Corporation alapító, Oswell E. Spencer mentora
- Alcina Dimitrescu – A négy házak tagjainak egyike. A Dimitrescu-kastély úrnője, egy 2,9 méter magas vámpír arisztokrata. A karakter design-ját a magyar származású Báthori Erzsébet ihlette
- Donna Beneviento – A a négy házak tagjainak egyike. A Beneviento-ház úrnője, egy fekete ruhát és fátyolt viselő nő, a bábok készítője és irányítója. Van egy Angie nevű, önálló életet élő menyasszonybábja
- Salvatore Moreau – A négy házak tagjainak egyike. A falu közelében található zsilip ura, egy szörnyűséges halember, aki el akarja nyerni Miranda anya elismerését
- Karl Heisenberg – A négy házak tagjainak egyike. A falun kívül található gyár tulajdonosa, egy gépészmérnök, aki mágneses erővel rendelkezik. Titokban Miranda anya kiiktatását tervezi, mert csak magának akarja az erőt
- Bela Dimitrescu – Lady Dimitrescu idősebb lánya
- Cassandra Dimitrescu – Lady Dimitrescu középső lánya
- Daniela Dimitrescu – Lady Dimitrescu fiatalabb lánya

## Játékmenet
A játék a 7. részhez hasonlóan rendelkezik belső nézettel, ugyanúgy lehet fegyvert fejleszteni, mentési lehetőség is van. Visszatértek a 4. részből ismert elemek is (például a táskás inventory berendezés és a kereskedő is, aki most nem egy álarcos alak, hanem egy nagydarab ember).

## Fogadtatás
A Resident Evil Village hatalmas sikert aratott. Főleg Lady Dimitrescu megjelenése kapott nagy figyelmet. 

## Botrány
A Frankenstein's Army rendezője plágiummal vádolta a Capcom-ot, a „propellerszörny” miatt.